# Julio Amílcar Bethancourt Fioravanti
Julio Amílcar Bethancourt Fioravanti (* 9. April 1937 in Quetzaltenango; † 4. Juli 2006) war ein guatemaltekischer römisch-katholischer Geistlicher und Bischof von Santa Rosa de Lima.

## Leben
Julio Amílcar Bethancourt Fioravanti empfing am 29. Dezember 1963 durch den Bischof von Quetzaltenango, Los Altos, Luis Manresa Formosa SJ, das Sakrament der Priesterweihe für das Bistum Quetzaltenango, Los Altos.
Am 3. Dezember 1982 ernannte ihn Papst Johannes Paul II. zum Titularbischof von Pomaria und zum Weihbischof in Guatemala-Stadt. Der Apostolische Nuntius in Guatemala, Erzbischof Oriano Quilici, spendete ihm am 31. Januar 1983 in Guatemala-Stadt die Bischofsweihe; Mitkonsekratoren waren der Weihbischof in Guatemala-Stadt, José Ramiro Pellecer Samayoa, und der Bischof von Quetzaltenango, Los Altos, Óscar García Urizar.
Papst Johannes Paul II. bestellte ihn am 4. April 1984 zum Bischof von San Marcos. Am 10. März 1988 ernannte ihn Johannes Paul II. zum Bischof von Huehuetenango. Am 27. April 1996 folgte die Ernennung zum ersten Bischof von Santa Rosa de Lima.